# 海安郡
海安郡，中国南北朝时设置的郡。
东魏改北东海郡置，治所在涟口县（今江苏省涟水县东）。辖境约当今江苏省涟水县北、东部至灌南、灌云境。属海州。隋朝开皇初年，废。 